# Coniferocoris
Coniferocoris is een geslacht van wantsen uit de familie van de Miridae (Blindwantsen). Het geslacht werd voor het eerst wetenschappelijk beschreven door Schwartz & Schuh in 1999.

## Soorten
Het genus bevat de volgende soorten:

- Coniferocoris abiesicolus Schwartz & Schuh, 1999
- Coniferocoris pinicolus Schwartz & Schuh, 1999
- Coniferocoris polhemi Schwartz & Schuh, 1999